# Aïno (roman)
 (juillet 2017).
Si vous disposez d'ouvrages ou d'articles de référence ou si vous connaissez des sites web de qualité traitant du thème abordé ici, merci de compléter l'article en donnant les références utiles à sa vérifiabilité et en les liant à la section « Notes et références ».
Pour les articles homonymes, voir Aino.
Aïno est un roman historique de Pierre Benoit paru en 1948.
L'ouvrage est dédié à Maurice Garçon.

## Résumé
Une jeune fille d'une famille bourgeoise est élevée par des religieuses. 
Son père qui a fait de mauvaises spéculations est ruiné et ne peut plus ni payer sa dot, ni la reprendre sous son toit. Les sœurs acceptent alors de la garder au couvent où elle donnera des cours d’anglais. Pour avoir un peu d’argent de poche elle va donner en plus des cours à l’extérieur.
C’est ainsi que pendant les vacances d’été, avec l’aide de la mère supérieure, elle trouve un poste auprès d’une jeune fille qui veut améliorer son français. Elle accepte et se rend sur place au fin fond de la campagne espagnole.
Elle ne comprend pas trop pourquoi on l’a engagée car la jeune fille parle parfaitement le français, et surtout elle n’est pas là de toute la journée. Elle suppose que c’est sa vieille tante qui a besoin de compagnie et que sous prétexte d’éduquer sa nièce elle a engagé une dame de compagnie.
Elle finit par découvrir que la jeune fille a des secrets et préfère ne pas les révéler à la tante. C’est ainsi qu’elle devient amie avec la jeune fille et que chaque nuit elles discutent des heures entières à l’insu de la tante.
Il faut dire que ce qu’elle apprend l’incite à ne rien lui dire : ce n’est pas la tante de la jeune fille mais la tante de sa belle-mère. Son père est un prince norvégien et lors de sa naissance, sa mère est morte en couches. Depuis il a refusé de voir sa fille.
Maintenant qu’il est décédé c’est elle l’héritière à la fois de son titre et des terres. 
Sa belle-mère s’est assuré la complicité de sa tante et veut essayer de faire passer la jeune fille pour folle pour la spolier de son héritage. Pour cela elles ont engagé la jeune femme pendant les vacances. Elles espèrent qu’elle va pouvoir témoigner des excentricités de la jeune fille. Elles ont en effet besoin de deux témoignages pour la faire enfermer dans un asile.
Finalement, les deux jeunes femmes vont devenir les meilleures amies si bien qu’elle ne va pas retourner dans son couvent à la rentrée.
La tante et la belle-mère meurent à quelques jours d’intervalle. La jeune fille doit alors retourner occuper son trône. Un jeune noble arrive en Espagne pour l’accompagner pendant le voyage. Il espère que la princesse va s’éprendre de lui et l’épouser ce qui fera de lui le prince du royaume car la loi salique n’existe pas dans leur pays. Elle lui montre clairement qu’elle n’en a aucune envie. Pour parvenir à ses fins il la fait enfermer en la faisant passer pour folle. Pour cela il s’est assuré la complicité du médecin que la tante s’était préalablement acquis.
Il convainc alors la dame de compagnie de ne pas le trahir et de se faire passer pour la princesse. Comme elle est amoureuse de lui elle accepte et se fait couronner dans son pays. Elle n’aura pas le temps de l’épouser car il meurt avant dans des circonstances étranges.
La jeune femme reçoit alors une lettre de la vraie princesse qui lui prédit sa mort un jour donné.  Elle est accompagnée d’une poupée vaudou. Elle sait qu’il va en être ainsi et prend toutes les dispositions pour préparer sa mort.